# Bobslæde under vinter-OL 2018
Bobslæde under vinter-OL 2018 blev holdt på Alpensia Sliding Centre nær Pyeongchang, Sydkorea. Konkurrencerne i bobslæde blev afholdt i perioden 18. februar til 25. februar.

## Konkurrenceoversigt
Følgene er en oversigt over konkurrencerne i bobslæde.
Alle tider er i lokaltid (UTC+9).
| Date        | Time  | Event                       |
| ----------- | ----- | --------------------------- |
| 18. februar | 20:05 | Toer-bob mænd løb 1 og 2    |
| 19. februar | 20:15 | Toer-bob mænd løb 3 og 4    |
| 20. februar | 20:50 | Toer-bob kvinder løb 1 og 2 |
| 21. februar | 20:40 | Toer-bob kvinder løb 3 og 4 |
| 24. februar | 09:30 | Firer-bob mænd løb 1 og 2   |
| 25. februar | 09:30 | Firer-bob mænd løb 3 og 4   |

## Medaljeoversigt

### Medaljetabel
| Placering | Land           | Guld | Sølv | Bronze | Total |
| --------- | -------------- | ---- | ---- | ------ | ----- |
| 1         | Tyskland (GER) | 3    | 1    | 0      | 4     |
| 2         | Canada (CAN)   | 1    | 0    | 1      | 2     |
| 3         | Sydkorea (KOR) | 0    | 1    | 0      | 1     |
| 3         | USA (USA)      | 0    | 1    | 0      | 1     |
| 5         | Letland (LAT)  | 0    | 0    | 1      | 1     |
| Total     | Total          | 4    | 3    | 2      | 9     |

### Medaljevindere
| Øvelse       | Guld                                                                                    | Guld    | Sølv                                                                          | Sølv        | Bronze                                             | Bronze      |
| ------------ | --------------------------------------------------------------------------------------- | ------- | ----------------------------------------------------------------------------- | ----------- | -------------------------------------------------- | ----------- |
| Tomands      | Canada (CAN) · Justin Kripps · Alexander Kopacz                                         | 3:16.86 | Ikke uddelt                                                                   | Ikke uddelt | Letland (LAT) · Oskars Melbārdis · Jānis Strenga   | 3:16.91     |
| Tomands      | Tyskland (GER) · Francesco Friedrich · Thorsten Margis                                  | 3:16.86 | Ikke uddelt                                                                   | Ikke uddelt | Letland (LAT) · Oskars Melbārdis · Jānis Strenga   | 3:16.91     |
| Firer mænd   | Tyskland (GER) · Francesco Friedrich · Candy Bauer · Martin Grothkopp · Thorsten Margis | 3:15.85 | Tyskland (GER) · Nico Walther · Kevin Kuske · Alexander Rödiger · Eric Franke | 3:16.38     | Ikke uddelt                                        | Ikke uddelt |
| Firer mænd   | Tyskland (GER) · Francesco Friedrich · Candy Bauer · Martin Grothkopp · Thorsten Margis | 3:15.85 | Sydkorea (KOR) · Won Yun-jong · Jun Jung-lin · Seo Young-woo · Kim Dong-hyun  | 3:16.38     | Ikke uddelt                                        | Ikke uddelt |
| Toer kvinder | Tyskland (GER) · Mariama Jamanka · Lisa Buckwitz                                        | 3:22.45 | USA (USA) · Elana Meyers Taylor · Lauren Gibbs                                | 3:22.52     | Canada (CAN) · Kaillie Humphries · Phylicia George | 3:22.89     |